# Ерих Нойман
Вижте пояснителната страница за други личности с името Нойман.
Ерих Нойман (на немски: Erich Neumann) е германски психолог, писател и един от най-надарените студенти на Карл Густав Юнг.

## Биография
Роден е на 23 януари 1905 година в Берлин, Германия. Завършва Берлинският университет през 1927. По-късно се мести в Тел Авив. Много години подред се връща в Цюрих, където води лекции в Института „Карл Густав Юнг“. Отделно от тях води лекции в Англия, Франция и Холандия. Член е на Международната асоциация за аналитична психология и президент на Израелската асоциация на аналитичните психолози. Практикува аналитична психология в Тел Авив от 1934 до смъртта си през 1960 година.

## Работи
Най-известните му работи са „Великата майка“  и „Произход и история на съзнанието“. Други негови работи като „Дълбинна психология и нова етика“, отразяват човешката деструктивност и начина по който човешката психика взаимодейства със собствената си сянка.
Нойман развива по-нататък изследванията си за женските архетипи в своята книга „Изкуство и творческо несъзнавано“, „Страха от женското“ и „Любов и психе“.